# Philemuth
Philemuth, Philimuth, Philemouth, Philimouth ou Filim(o)uth (en grec : Φιλημοὺθ, Filimoúth ; mort en 552 ou 553), est un chef ou roitelet hérule du milieu du VIe siècle ; allié de l'Empire byzantin, il fut au service de l'empereur Justinien.

## Biographie
Philemuth est mentionné la première fois dans les années 540 ; en 543, il est présent dans la région de Theodosiopolis, en Orient, et participe à la guerre contre les Perses.
En 549, il est à la tête de 1 500 hérules et accompagne les divisions de cavalerie byzantines envoyées sur le Danube pour soutenir les Lombards, en guerre contre les Gépides. Selon Procope de Césarée, vers la même période, alors qu'il se trouve en Thrace, toujours au service de l'Empire byzantin, il s'illustre en combattant des pillards slaves, les Sclaveni (ou Sklavenoi), qui avaient traversé le Danube pour faire du butin.
Durant la seconde phase de la guerre contre les Goths, il est sous les ordres de Narsès et commande en Italie 3 000 cavaliers hérules. Il participe notamment à la prise de Rome en 552. Selon Agathias le Scolastique, Philemuth meurt peu après de maladie. Narsès nomme alors Fulcaris pour prendre la tête des troupes hérules en Italie.

## Sources primaires
- Procope de Césarée, Guerres de Justinien
- Agathias le Scolastique, Histoires